# Linzer Autobahn
De Linzer Autobahn is een geplande Oostenrijkse snelweg met het wegnummer A26 gelegen bij de stad Linz in het noorden van Oostenrijk. De weg moet de Mühlkreis Autobahn en andere wegen rondom Linz gaan ontlasten en heeft een brug over de Donau. Het traject zal uiteindelijk 8,5 kilometer lang worden en zal in 2027 worden voltooid.
Autobahnen: A1 · A2 · A3 · A4 · A5 · A6 · A7 · A8 · A9 · A10 · A11 · A12 · A13 · A14 · A21 · A22 · A23 · A24 · A25 · A26
Schnellstraßen: S1 · S2 · S3 · S4 · S5 · S6 · S7 · S8 · S10 · S16 · S18 · S31 · S33 · S34 · S35 · S36 · S37